# HMS Amazon (1926)
HMS Amazon – brytyjski niszczyciel  z końca lat 20. XX wieku, prototyp standardowych niszczycieli grupy A – I. Brał udział w II wojnie światowej. Nosił znaki taktyczne D39 i I39.

## Projekt i budowa
„Amazon” był jednym z dwóch pierwszych niszczycieli nowo skonstruowanych dla marynarki brytyjskiej Royal Navy po I wojnie światowej,  obok „Ambuscade”. Wielka Brytania ukończyła wojnę z ponad 400 niszczycielami, lecz na skutek masowego wycofywania starszych jednostek, w 1923 roku liczba ta stopniała do 185. 21 listopada 1923 Admiralicja brytyjska przyjęła pierwszy powojenny program konstrukcji nowych okrętów, obejmujący m.in. budowę dwóch niszczycieli nowego projektu. Założenia nowych niszczycieli, opracowane przez Dyrektora Konstrukcji Okrętowych (Director of Naval Constructions) Admiralicji, wywodziły się z udanego ulepszonego typu W (improved W) z końca I wojny światowej i powtarzały jego architekturę i zasadnicze cechy konstrukcyjne. Przy takim samym uzbrojeniu (6 wyrzutni torped, 4 działa kalibru 120 mm i 2 przeciwlotnicze 40 mm) miały być nieco szybsze i mieć lepsze własności morskie oraz warunki bytowe załogi, dzięki podwyższeniu burt w części nadwodnej (2,6 m zamiast 1,9 m). 
Do złożenia ofert zaproszono jeszcze w listopadzie główne brytyjskie firmy specjalizujące się w tej klasie okrętów: Thornycroft, Yarrow, Denny, Hawthorn Leslie i J. Samuel White. Stocznie te złożyły swoje projekty na początku 1924 roku. 12 czerwca 1924 Admiralicja dokonała wyboru  i złożyła zamówienia na budowę dwóch niszczycieli: „Amazon” według projektu "B" firmy Thornycroft i „Ambuscade” według projektu Yarrow.
Projekt Thornycrofta podlegał następnie zmianom, uzgodnionym z Admiralicją, m.in. wydłużono kadłub z 96,85 m do 98,45 m, zwiększono wyporność i moc siłowni z 31 500 KM do 36 000 KM. Ostateczna cena została ustalona na 269.300 funtów. Stępkę pod jego budowę położono 29 stycznia 1925 roku, kadłub wodowano 27 stycznia 1926 roku, a okręt wcielono do służby w Royal Navy 5 maja 1927 roku. Podczas prób w marcu 1927 okręt osiągnął prędkość maksymalną 37,47 węzła przy wyporności 1515 t. 
W porównaniu z „Ambuscade”, „Amazon” był nieco większy i mocniej zbudowany oraz dysponował lepszą dzielnością morską. Ostateczna wynegocjowana cena była przy tym o 4700 funtów niższa od „Ambuscade”. Został on wybrany w konsekwencji przez Admiralicję jako wzorzec do budowy seryjnych niszczycieli typu A i następnych, aż do typu I.

## Opis konstrukcji

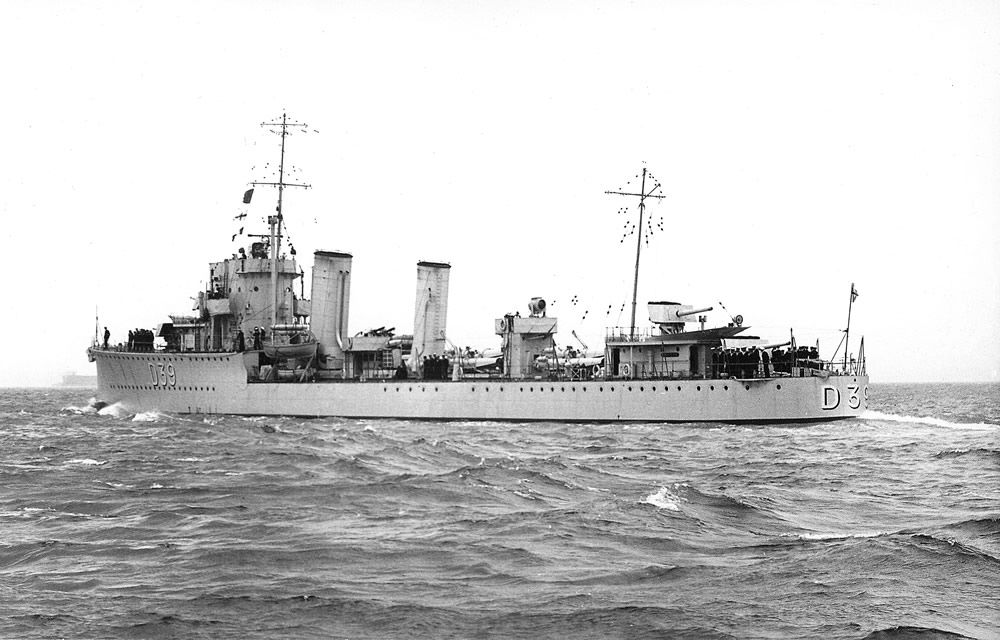
HMS „Amazon” przed wojną od rufy

Okręt miał architekturę klasyczną dla niszczycieli okresu międzywojennego i typową dla niszczycieli brytyjskich, wprowadzoną przez okręty typu V/W. Kadłub miał podniesiony pokład dziobowy na ok. 1/3 długości i lekko pochyloną prostą dziobnicę. Na pokładzie dziobowym było umieszczone pierwsze działo artylerii głównej (A), a za nim nadbudówka, na której dolnej wydłużonej kondygnacji było drugie działo (B). Górna kondygnacja nadbudówki, o prostopadłościennej formie, mieściła odkryty pomost bojowy. Za nadbudówką był pochylony, palowy maszt. Za uskokiem pokładu dziobowego znajdowały się dwa pochyłe kominy (przedni grubszy), a między nimi platforma z dwoma działkami przeciwlotniczymi 40 mm. Za drugim kominem na pokładzie, w jego osi podłużnej, były dwa aparaty torpedowe, oddzielone małą nadbudówką z platformą reflektora. Za aparatami torpedowymi była mała i niska nadbudówka rufowa z trzecim działem (X), natomiast czwarte działo (Y) umieszczone było na pokładzie rufowym. Przed nadbudówką rufową był niższy pochyły maszt rufowy.
Siłownia okrętu była skonstruowana w układzie liniowym, z trzema kotłami w dwóch kotłowniach i turbinami w maszynowni za nimi. „Amazon” zachował kotły o podobnym stosunkowo niskim ciśnieniu pary, jak w typie W (18 at), lecz zastosowano przegrzewacz pary. Siłownia była dość złożona, ponieważ (podobnie, jak na „Ambuscade”) zastosowano osobne turbiny dla prędkości maksymalnej, krążownicze i biegu wstecznego. 
Główne uzbrojenie okrętu początkowo stanowiły cztery armaty kalibru 120 mm, rozmieszczone po dwa na dziobie i rufie, w superpozycji. W odróżnieniu od późniejszych niszczycieli typów A-I, miał on starszy model dział Mk I, z małymi i płytkimi maskami przeciwodłamkowymi. Do obrony przeciwlotniczej służyły dwa automatyczne działka 40 mm Vickers Mark II (tzw. pom-pom). Niszczyciel posiadał dwa potrójne aparaty torpedowe kalibru 533 mm (z wyrzutniami ułożonymi w charakterystyczną piramidkę). Uzbrojenie przeciwpodwodne stanowiły dwa miotacze i jedna zrzutnia bomb głębinowych. W odróżnieniu od wczesnych niszczycieli typów A-I, „Amazon” wyposażony był od początku, według wymagań, w aktywny hydrolokator Asdic.
Pod koniec 1939 dodano 50 ton balastu w celu poprawienia stateczności. Latem 1940, podobnie jak na innych brytyjskich niszczycielach, zamieniono na nim drugi aparat torpedowy na działo przeciwlotnicze 76 mm i polepszono pole ostrzału działek 40 mm. W 1942 przebudowano okręt na niszczyciel eskortowy, usuwając pierwsze i czwarte działo 120 mm (pozycje A i Y), zamiast których zamontowano miotacz rakietowych bomb głębinowych Hedgehog Mk.I na dziobie i zwiększono zapas bomb głębinowych na rufie. Dodano też dwa pojedyncze działka Oerlikon 20 mm na skrzydłach nadbudówki dziobowej. Okręt otrzymał ponadto radar wykrywania powietrznego typ 286 na maszcie i wykrywania nawodnego typ 271 w miejscu dalocelownika na nadbudówce dziobowej. 
W maju 1943 zdemontowano mało skuteczne działo plot 76 mm oraz pozostały dziobowy aparat torpedowy, natomiast zwiększono uzbrojenie przeciwpodwodne do 4 miotaczy i 2 zrzutni bomb głębinowych oraz 50-70 bomb (salwa z 10 bomb). Radar typu 286 zamieniono na nowszy 291. Zamieniono też dwa działka 40 mm na skuteczniejsze Oerlikon 20 mm na platformie na śródokręciu.

## Służba

### Okres międzywojenny
„Amazon” wszedł do służby w składzie Floty Atlantyckiej 5 maja 1927. Otrzymał numer burtowy D39. W początkowym okresie okręt przechodził próby i dokonywano na nim poprawek. Między kwietniem a sierpniem 1928 wraz z „Ambuscade” uczestniczył w rejsie do Ameryki Południowej mającym na celu sprawdzić prędkość i sprawność napędu, z Portsmouth przez m.in. Pernambuco, Valparaíso, Callao, Panamę, Bermudy i z powrotem do Portsmouth. Od grudnia 1928 do kwietnia 1931 służył w 3. Flotylli Niszczycieli (3rd Destroyer Flotilla) na Morzu Śródziemnym. Następnie był tendrem dla krążownika „Frobisher”, pozostając w rezerwie. Od czerwca 1932 działał na wodach irlandzkich. 9 sierpnia 1933 w Queenstown został uszkodzony w kolizji przez niszczyciel HMS „Crescent”. Po remoncie służył jako tender dla HMS „Victory”, następnie dla HMS „Vernon” w Portsmouth. Od sierpnia 1936 aż do lutego 1939 okręt przebywał w stoczni z powodu przedłużającego się remontu kotłów.

### II wojna światowa
W początkowym okresie II wojny światowej „Amazon” działał na kanale Manche w składzie 18. Flotylli Niszczycieli Dowództwa Portsmouth. Podczas kampanii norweskiej działał w składzie Floty Metropolii (Home Fleet). W kwietniu 1940 roku numer burtowy zmieniono na I39.
Po tej kampanii ponownie wszedł w skład 18. Flotylli, a od sierpnia 1940 - 12. Flotylli Niszczycieli, przydzielonej do Dowództwa Zachodnich Podejść (Western Approaches Command). Flotylla ta została włączona do zespołu przeciwpodwodnego bazującego w Belfaście (Belfast Anti-Submarine Strike Force), a od listopada 1940 - do 3. Grupy Eskortowej. „Amazon” służył tam głównie do eskortowania konwojów i krążowników pomocniczych. M.in. w kwietniu 1942 eskortował konwój arktyczny PQ-14 do ZSRR. W drodze powrotnej „Amazon” z innymi niszczycielami usiłował osłaniać storpedowany krążownik HMS „Edinburgh” przed niemieckimi niszczycielami na Morzu Barentsa. Odniósł przy tym lekkie uszkodzenia.
„Amazon” został następnie przydzielony do Specjalnych Sił Eskortowych Greenock, po czym w sierpniu 1942 skierowany na Morze Śródziemne dla eskorty dużej operacji zaopatrzeniowej dla Malty Pedestal. 
Po operacji Pedestal okręt powrócił na wody Arktyki, eskortując we wrześniu 1942 konwój PQ-18 do ZSRR. Po tym, ponownie przeszedł na Atlantyk i Morze Śródziemne, eskortując konwoje operacji Torch (lądowania w Afryce Północnej) w październiku-listopadzie 1942. Uczestniczył w ataku na Oran. 
Po remoncie w Troon ukończonym w kwietniu 1943, został skierowany na wody zachodniej Afryki, służąc tam pomiędzy czerwcem a październikiem 1943. Miał być następnie przydzielony z powrotem do Dowództwa Zachodnich Podejść, ale z powodu złego stanu technicznego, został wycofany ze służby bojowej i przeznaczony na okręt-cel dla lotnictwa. W 1944 roku przeznaczono go do prób w ramach badań nad usuwaniem uszkodzeń bojowych okrętów. W czerwcu 1945 roku został wycofany do rezerwy, a 6 października 1948 przybył do stoczni złomowej w Troon.